# Katharina von Geldern
Katharina von Geldern, auch Catherine d’Egmont (* um 1440 in Grave; † 25. Januar 1497 in Geldern), war eine Erbherzogin von Geldern aus dem Haus Egmond. Sie regierte das Herzogtum zwischen 1477 und 1483.

## Leben
Katharina war das jüngste von sechs Kindern aus der ersten Ehe von Arnold von Egmond mit Katharina von Kleve (1417–1479).
Aus ihrer Kindheit und Jugend ist nur wenig bekannt. Sie stand im Schatten ihres Bruders Adolf von Egmond. Auch blieb sie vorerst unverheiratet. Ihre Ehelosigkeit hat vermutlich ihren Grund in einer heimlichen Liaison mit Ludwig von Bourbon (1438–1482), dem Fürstbischof von Lüttich. Aus dieser Verbindung gingen drei uneheliche Söhne hervor.
Nach dem Tod ihres Bruders Adolf, dem eigentlichen Herzog von Geldern, im Jahr 1477 übernahm Katharina die Regierungsgewalt des Herzogtums. Letztlich konnte sie sich jedoch nicht gegen Maximilian I. von Habsburg, den späteren Kaiser des Heiligen Römischen Reiches, durchsetzten. Dieser hatte aufgrund seiner Ehe mit Maria von Burgund (1457–1482) Ansprüche auf das Herzogtum Geldern, die er ab 1483 ausübte.
Ihre Grablege wurde 1952 in der Kirche  St. Maria Magdalena bei Bauarbeiten wiederentdeckt. Die heutige Pfarrkirche war zu Lebzeiten Katharinas die Klosterkirche des Karmeliterklosters Geldern. Auf der Grababdeckung aus drei massiven Messingplatten ist die Darstellung der schlafenden Herzogin graviert worden.

## Familie

### Geschwister
- Maria (1432–1463) ⚭ 1449 mit Jakob II. von Schottland, Königin von Schottland
- Eduard (1434–als Kind verstorben)
- Wilhelm (1435– als Kind verstorben)
- Margarete (1436–1486) ⚭ 1454 mit Friedrich I. von Pfalz-Simmern (1417–1480).
- Adolf (1438–1477) ⚭ 1463 mit Catherine de Bourbon (um 1441–1469).

### Nachfahren
Drei Söhne von Ludwig von Bourbon.
- Pierre de Bourbon (1464–1529), Baron von Busset und Kammerherr von Ludwig XII.[1] ⚭1498 mit Marguerite de Tourzel D’Alegre

- Louis de Bourbon (1465– als Kind verstorben)

- Jacques de Bourbon (1466–1537), Jesuit